# بير ستراند هاجينز
بير ستراند هاجينز (و. 2003  م) هو دراج، ومتزحلق نرويجي، ولد في ساندنيس.

## سجل الفوز

### سباقات أو مراحل فاز بها
| التاريخ        | السباق                                              | المركز                                            |
| -------------- | --------------------------------------------------- | ------------------------------------------------- |
| 10 سبتمبر 2021 | 2021 European Road Cycling Championships Men U19 RR |                                                   |
| 24 سبتمبر 2021 | سباق الطريق للشبان في بطولة العالم 2021             | الفائز في التصنيف العام                           |
| 03 أكتوبر 2021 | Paris-Roubaix Juniors 2021                          |                                                   |
| 03 أبريل 2022  | تريبتيك ديس مونتس إت شاتيوكس 2022                   |                                                   |
| 18 أبريل 2022  | 2022 Giro del Belvedere                             |                                                   |
| 12 مارس 2023   | روند فان درينثي 2023                                | الفائز في التصنيف العام                           |
| 21 مايو 2023   | أربعة أيام من دونكيرك 2023                          | الخامس في تصنيف أفضل شاب، التاسع في التصنيف العام |
| 03 أكتوبر 2023 | طواف مونستر 2023                                    | الفائز في التصنيف العام                           |
| 18 فبراير 2024 | فولتا الغارف 2024                                   | الرابع في تصنيف أفضل شاب                          |
| 16 يونيو 2024  | طواف بلجيكا 2024                                    | الثالث في تصنيف أفضل شاب، التاسع في التصنيف العام |
| 26 يوليو 2024  | طواف فالونيا 2024                                   | الثالث في تصنيف أفضل شاب                          |